# Borak Brdo
Borak Brdo (cyr. Борак Брдо) – wieś w Bośni i Hercegowinie, w Republice Serbskiej, w gminie Novo Goražde. W 2013 roku liczyła 33 mieszkańców.